# Нерубайка
Неруба́йка (укр. Нерубайка) — село в Подвысоцкой сельской общине Голованевского района Кировоградской области Украины.

## История
Село́ Нерубайка с семью соседствующими поселениями, населённых обязанными крестьянами, располагалось на помещичьих землях Подвысочанского ключа, в восьми верстах от центральной усадьбы Подвысокое, принадлежащих графу Станиславу Владимировичу Потоцкому — полученных в наследство отцом его, Владимиром, от своего отца, графа Станислава Потоцкого, в 1800 году. Через территорию села проходит Зми́евый вал с древними могилами. Одноимённый рукав ручья Нерубайка впадает в реку Синюха, по берегам которой также находится большое количество древних захоронений. В 1853 году на территории села в 4098 десятин проживает и обрабатывает земли 760 православных и 32 римских католиков и евреев. В 1837 году на участке в 64 десятины переоборудована и переосвящена из латинской в православную — каменная Георгиевская церковь пятого класса с деревянной колокольней.
До 2020 года село входило в Новоархангельский район

## Население
Население по переписи 2001 года составляло 1251 человек. Почтовый индекс — 26120. Телефонный код — 5255. Код КОАТУУ — 3523683601.